# 黒川弥太郎
黒川 弥太郎（くろかわ やたろう、1910年（明治43年）11月15日 - 1984年（昭和59年）6月23日）は、神奈川県横浜市磯子区中原町出身の俳優。本名は黒川 清隆（くろかわ きよたか）。身長は164cm。

## 来歴・人物
1933年（昭和8年）、新国劇に入る。芸名は子母沢寛原作の『弥太郎笠』より長谷川伸が名付けた。
1935年（昭和10年）、片岡千恵蔵に代わる主演スターを探していた文藝春秋の鈴木氏亨によりスカウトされ日活京都撮影所に入る。以後時代劇スターとして活躍。1937年（昭和12年）には東宝に移籍しここでも主演。
その後召集され、陸軍軍曹となる。
戦後は新東宝設立の中心人物のひとりとなる。1952年（昭和27年）に大映へ、1959年（昭和34年）には東映へ移籍し、時代劇の主演・準主演で活躍。1960年代半ば（昭和40年代）からはテレビ時代劇への出演が多くなる。
1984年（昭和59年）4月23日に浅草公会堂で新国劇「極付国定忠治 一本刀土俵入り」の稽古中に倒れ三井記念病院に運ばれ脳内出血と診断され入院するも、同年6月23日午前8時35分に死去した。73歳没。
元妻は元タカラジェンヌで宝塚歌劇団22期生の玉藻刈子。

## 主な出演作品

### 映画

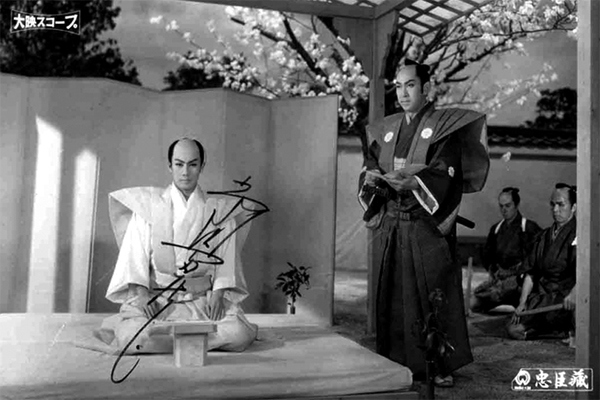
『忠臣蔵』で上使多門伝八郎を演じた黒川（右、左は浅野内匠頭の市川雷蔵）

- 堀部安兵衛（1936年、日活）- 堀部安兵衛
- 南国太平記（1937年、J.O.スタヂオ、のちビデオ化）
- 伊太八縞（1938年、東宝）- 伊太八 役
- 嵐に咲く花（1940年、東宝）- 蜆平九郎 役
- 阿波の踊子（1941年、東宝、のちビデオ化）
- ハワイ・マレー沖海戦（1942年、東宝、のちDVD化） - 森部少佐[2]
- 決戦の大空へ（1943年、東宝、のちDVD化）
- 加藤隼戦闘隊（1944年、東宝、のちDVD化）
- 鍋島怪猫伝（1949年、新東宝、のちDVD化）
- 『若さま侍捕物帖謎の能面屋敷』（1950年、新東宝）
- 鞍馬天狗鞍馬の火祭 （1951年、新東宝、のちDVD化）
- 十六文からす堂千人悲願（1951年、新東宝、のちDVD化）
- 春秋鏡山城（1952年、大映）
- すっ飛び駕（1952年、大映）- 森田屋清蔵 役
- 凸凹太閤記（1953年、大映）
- 地獄門（1953年、大映）
- 阿波おどり狸合戦（1954年、大映）
- 花の白虎隊（1954年、大映）
- 柳生連也斎秘伝月影抄（1956年、大映）
- 残菊物語（1956年、大映）
- 銭形平次捕物控シリーズ（大映）- 笹野新三郎 役
  - 『銭形平次捕物控 平次八百八町』（1949年）
  - 『銭形平次』（1951年）
  - 『銭形平次捕物控 恋文道中』（1951年）
  - 『銭形平次捕物控 地獄の門』（1952年）
  - 『銭形平次捕物控 からくり屋敷』（1953年）
  - 『銭形平次捕物控 金色の狼』（1953年）
  - 『銭形平次捕物控 幽霊大名』（1954年）
  - 『銭形平次捕物控 どくろ駕籠』（1955年）
  - 『銭形平次捕物控 死美人風呂』（1956年）
  - 『銭形平次捕物控 人肌蜘蛛』（1956年）
  - 『銭形平次捕物控 まだら蛇』（1957年）
  - 『銭形平次捕物控 女狐屋敷』（1957年）
  - 『銭形平次捕物控 八人の花嫁』（1958年）
  - 『銭形平次捕物控 鬼火燈篭』（1958年）
  - 『銭形平次捕物控 雪女の足跡』（1958年）
  - 『銭形平次捕物控 美人蜘蛛』（1960年）
  - 『銭形平次捕物控 夜のえんま帳』（1961年）
  - 『銭形平次捕物控 美人鮫』（1961年）
- スタジオはてんやわんや（1957年、大映、のちビデオ化）
劇映画ではなく、大映撮影所の紹介や大映スターの隠し芸大会などが綴られた短編映画。黒川は歌を披露している。
- 赤胴鈴之助（1957年、大映）
- 銭形平次捕物控八人の花嫁（1958年、大映）- 笹野新三郎 役
- 忠臣蔵（1958年、大映、のちDVD化）上使多門伝八郎 役
- 日蓮と蒙古大襲来（1958年、大映、のちDVD化）
- 次郎長富士（1959年、大映、のちDVD化）
- かげろう絵図（1959年、大映、のちDVD化）
- 血槍無双（1959年、東映）- 堀部安兵衛
- 雪之丞変化（1959年、東映） - 孤軒先生
- ひばり十八番弁天小僧（1960年、東映、のちDVD化）
- 任侠中仙道（1960年） - 紬の文吉
- 孔雀秘帖（1960年、東映）-松平伊豆守
- 南国太平記（1960年、東映） - 益満休之助
- 次郎長血笑記シリーズ（東映）- 清水次郎長
  - 次郎長血笑記 秋葉の対決（1960年）
  - 次郎長血笑記 殴り込み道中（1960年）
  - 次郎長血笑記 富士見峠の対決（1960年）
  - 次郎長血笑記 殴り込み荒神山（1960年）
- 人形佐七捕物帖シリーズ（東映）- 神崎甚五郎
  - 人形佐七捕物帖 般若の面（1960年）
  - 人形佐七捕物帖 くらやみ坂の死美人（1960年）
  - 人形佐七捕物帖 血染の肌着（1960年）
  - 人形佐七捕物帖 ふり袖屋敷（1960年）
- ひばり十八番 お嬢吉三（1960年、東映）- 和尚吉三
- 照る日くもる日（1960年、東映） - 加納八郎
- 酒と女と槍（1960年、東映） - 豊臣秀次
- 旅の長脇差 花笠椿（1960年、東映）- 榊原安房守
- 旗本退屈男 謎の暗殺隊（1960年、東映） - 徳川綱吉
- 壮烈新選組 幕末の動乱（1960年、東映、のちDVD化）- 土方歳三
- 次郎吉囃子 千両小判（1960年、東映）- 榊原主計頭
- 水戸黄門（1960年、東映）- 中山備前守
- 神田祭り喧嘩笠（1960年、東映）- 夢想十兵衛
- 天竜母恋い笠（1960年、東映）- 木村大作
- 野火を斬る兄弟（1960年、東映）- 節五郎
- 炎の城（1960年、東映）- 多治見庄司
- さいころ奉行（1961年、東映）- 水野越前守
- 宮本武蔵 般若坂の決斗（1962年、東映、のちDVD化）- 胤舜

### テレビドラマ
- 『赤穂浪士』（1964年、NHK）- 不破数右衛門
- 『銭形平次』（1967–68年、1975-76年、フジテレビ）- 笹野新三郎
- 『人形佐七捕物帳 第5話「折れた扇子」』（1971年、NET / 東宝） - 筒井和泉守
- 『鬼平犯科帳』八代目幸四郎版第二シリーズ（1971–72年、NET）- 佐嶋忠介
- 『春の坂道』（1971年、NHK）- 鳥居元忠 役
- 『大江戸捜査網』（1974–79年、東京12ch）- 松平定信
- 『江戸の鷹 御用部屋犯科帖』第26話「田沼一族の陰謀」(1978年、テレビ朝日）- 牧野蔵人
- 『水戸黄門 第9部 第10話「風雲久保田城 –秋田–」(1978年、TBS）- 佐竹義処
- 『水戸黄門 第10部 第3話「狐が化けたお姫様 –小田原–」(1979年、TBS）- 大久保加賀守
- 『水戸黄門 第13部 第22話「復讐！化け猫騒動 –佐賀–」(1983年、TBS）- 鍋島綱茂
- 『赤穂浪士』（1979年、ANB）- 庄田下総守
- 『新五捕物帳』第62話「死を呼ぶ兇剣」（1979年、NTV / ユニオン映画）- 田宮将監
- 『吉宗評判記 暴れん坊将軍』第78話「天下を狩る男」（1979年、テレビ朝日）- 芳兵衛
- 『悪党狩り』第2話「八丁堀無情」(1980年、東京12ch）- 弥助
- 『竜馬がゆく』（1982年、TX) - 山内容堂
- 『影の軍団 III』第16話「容疑者は三度消える」(1982年、KTV)
- 『遠山の金さん 第1シリーズ』第34話「愛か恨みか慕情の女!」（1982年、ANB / 東映）
- 時代劇スペシャル 『紫頭巾 黄金の謎』（1982年、CX)

## 関連書籍
- 『日本映画興亡史II 日活時代劇』（石割平 編著、円尾敏郎/横山幸則 編、ワイズ出版）